# Книжна лексика
Книжна лексика — слова, що вирізняються на тлі стилістично нейтральної лексики літературної мови своїм походженням, особливістю словотворчої будови та вузькою сферою вжитку. Книжна лексика зазвичай вживається в письмовій формі, вона характерна для ділового, наукового, художнього і публіцистичного стилів. Книжна лексика вносить у текст відтінок науковості, урочистості, офіційності, часом штучності.
Книжність лексики не є чимось постійним; як і вся мова, яка є динамічною, тобто змінюваною системою, так і лексичні одиниці можуть втрачати книжність, або набувати іншого стилістичного значення в нових контекстах, коли ця книжність, наприклад, використовується з іронічною метою, або для досягнення особливого розмовного колориту.
Книжна лексика є характерною особливістю так званої книжної мови і відповідних писемних мовних стилів. Як книжна лексика сприймаються старослов'янізми на кшталт благовіст, животворящий, предковічний тощо.

## Приклади
- Слова-терміни, які співвідносяться зі стилістично нейтральними назвами, напр.: апробація — перевірка, анігілювати — знищувати, гомогенний — однорідний тощо.
- Деякі суфікси часом можуть бути ознакою книжності лексики, напр. — ація, -изація, -изм, -іальний, -ість, -ання.
- Деякі префікси також можуть бути ознакою книжності лексики, напр. архі-, ультра-.